# Agrotis leucoptera
Agrotis leucoptera är en fjärilsart som beskrevs av Wagner 1919. Agrotis leucoptera ingår i släktet Agrotis och familjen nattflyn. Inga underarter finns listade i Catalogue of Life.